# 14349 Нікітаміхалков
14349 Нікітаміхалков (14349 Nikitamikhalkov) — астероїд головного поясу, відкритий 22 жовтня 1985 року.
Тіссеранів параметр щодо Юпітера — 3,166.